# Eierland

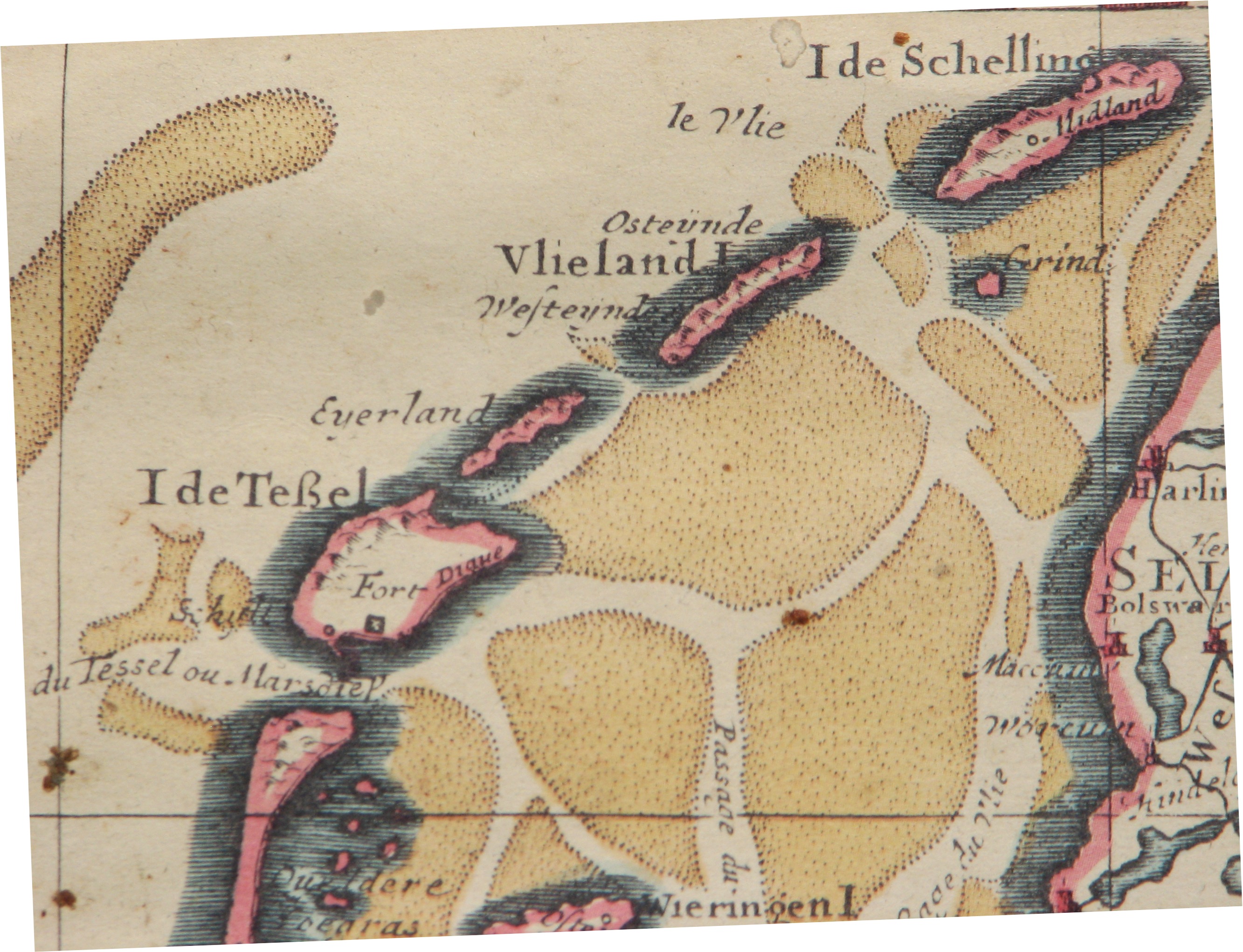
Eyerland als afzonderlijk eiland op een kaart uit 1702.

Eierland is sinds de 17e eeuw het noordelijke deel van het Nederlandse waddeneiland Texel, en was daarvoor vier eeuwen lang een apart eiland. 

## Van Vlieland naar Texel
Tot de 13e eeuw was Eierland (vroeger ook wel Eyerland of Eijerland) een deel van Vlieland. Het was van Texel gescheiden door het Anegat dat ongeveer op de plek lag waar tegenwoordig De Slufter ligt. Aan het eind van de dertiende eeuw ontstond het Eierlandse Gat dat Eierland scheidde van Vlieland. Eierland was daarmee een zelfstandig eiland geworden.
Rond 1550 slibde het Anegat tussen Eierland en Texel dicht. Er ontstond een gebied van zandbanken en kwelders dat uiteindelijk nog slechts bij extreem hoge waterstanden onderliep.
In 1625 besloten de Staten van Holland tot de aanleg van een zanddijk die Texel met Eierland zou verbinden. De dijk moest de onstuimige zee noordoost van Texel, die regelmatig de kust rond Oosterend en de schepen op de rede van Texel bedreigde, beteugelen. Aan de oostzijde van een breed strand werden in 1629 obstakels van riet en rijshout aangelegd. Deze moesten stuivend zand vasthouden. In 1630 werd de aldus verkregen Zanddijk met de hand opgehoogd en hier en daar gedicht.

### Eierlandse polder
In 1835 werd, onder leiding van Antwerpenaar Nicolas Joseph De Cock, begonnen met de inpoldering van de kweldervlakte tussen Eierland en Texel, met als doel het gewonnen land te gebruiken voor landbouw. Zo ontstond de Eierlandse polder, waarin het dorp De Cocksdorp en de buurtschappen Midden-Eierland en Zuid-Eierland liggen. Later werden aan de rand van deze polder meer kwelders ingedijkt. Met name in dit gedeelte van Texel speelde zich tijdens de Tweede Wereldoorlog de opstand van de Georgiërs af.
In 1836 vestigden zetboeren uit de Zeeuwse en Zuid Hollandse eilanden zich in de polder. De boerenfamilies met hun arbeiders namen hun vee, meubels, wagens, klederdracht en gewoontes mee naar Texel. Zij introduceerde ook de meekrapteelt op Texel.

## Eyerlandse Huis
Het oude Eierland was vóór de aanleg van de Zanddijk eigenlijk een "hoge duinbult met wat aangewassen land", een nagenoeg niet te bereiken oord. Er stond één woning, het Eyerlandse Huis. Dat was gesticht ten behoeve van schipbreukelingen op deze gevaarlijke kust - met de beruchte Eyerlandse Gronden - en diende tevens het belang van de handel, vooral het bergen van aangespoelde goederen. Daarnaast had het een rol in de postdienst op Vlieland en Terschelling.
De bewoner van het Eyerlandse Huis voerde de titel "kastelein". Hij trad als vertegenwoordiger van de overheid op, en had ook het recht van beweiding op het eiland, en oefende er de jacht, de vogelarij en de visserij uit. Sommige kasteleins van Eyerland woonden overigens zelf in Den Burg op Texel.

### Eieren
De naam Eierland duidt erop dat op het vroegere eiland veelvuldig meeuweneieren werden geraapt. Deze eieren gingen massaal naar de Amsterdamse bakkerijen. Hierover schreef de Haagse kunstschilder Pieter van Cuyck, die in de tweede helft van de achttiende eeuw het eiland verschillende keren heeft bezocht. Hij ging naar Eyerland om er "meeuwen-struiven" te eten. Men at alleen de "dooijers, die van eene goudkleur zijn" en die "in het geheel niet vissig of sterk van smaak zijn".

"Nu houden onze paarden stil voor het Landshuis op het Eijerland; daar gaan de jagers naar het duin, en de vogels vliegen met duizenden rondom ons, terwyl de kar met de blinkende kopere kannen, die tot aan den hals met melk gevuld zyn, uit het veld t'huis koomt; maar wy helpen de dames van de wagen, om, na wat ontbeten te hebben, op de vermaakelyke eijerjagt te gaan.
Ongeloofelyk is het onnoemelyk getal van nesten en eijeren van allerlei soort, welke men hier aantreft; men kan zich aan geene zyde wenden, zonder, om zoo te spreken, twee of drie nesten onder de hand te hebben; (...) de Kastelein van het Landshuis heeft in de maand Mey zes of zeven menschen in zynen dienst, alléén om die eijeren te vergaderen, waar uit men van derzelver meenigte kan oordeelen; hij pleegt er dertig duizend naar Amsterdam te zenden, ten dienste van de koekebakkers.
— Pieter van Cuyck

Aanvankelijk zorgden de kasteleins er uit welbegrepen eigenbelang voor dat de vogels ieder jaar een broedsel konden grootbrengen. "Hij verschoof het broedseizoen, doch verder liet hij de natuur haar gang gaan." Dat veranderde toen er konijnen werden geïntroduceerd op Eierland. De zilvermeeuwen deden zich nogal eens tegoed aan de jonge konijntjes en vanaf dat moment gold: "De meeuweneieren waren goed, doch de konijnen waren beter en derhalve moesten de zeevogels wijken."